# Ken Kilrea
Ken Kilrey (ur. 16 stycznia 1919 w Ottawie w prowincji Ontario, zm. 14 stycznia 1990) - gracz hokeja na lodzie. Zagrał w 88 meczach amerykańskiej ligi hokejowej National Hockey League w drużynie Detroit Red Wings.